# Duane Simpkins
Duane Simpkins (Suitland, 9 aprile 1974) è un ex cestista e allenatore di pallacanestro statunitense, professionista in Italia.

## Palmarès
- McDonald's All-American Game (1992)
- Miglior passatore USBL (2002)